# Cecil Beaton
Cecil Walter Hardy Beaton CBE, född 14 januari 1904 i Hampstead, London, död 18 januari 1980 i Broadchalke, Wiltshire, var en brittisk fotograf, inredningsarkitekt, dekoratör och kostymtecknare. Beaton var främst inriktad mot mode- och porträttfotografi.  
Cecil Beaton blev stilbildande som porträttör av en lång rad Hollywoodstjärnor. Han fotograferade även officiella porträtt av den brittiska kungafamiljen, bland dem kröningen av drottning Elizabeth II 1952. Han skapade även designen till flera filmer, med såväl modekreationer som studioinredningar, varav Gigi, ett lättfärdigt stycke (1958) och My Fair Lady (1964) blev mest uppmärksammade.

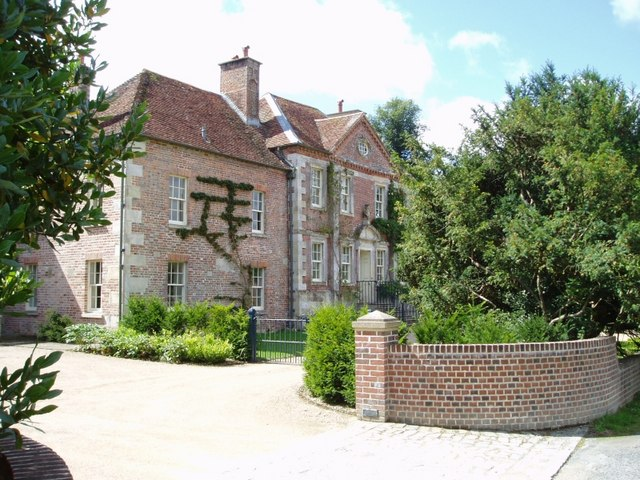
Reddish House i Broadchalke i Wiltshire, Cecil Beatons hem mellan 1948 och 1980.

## Filmografi i urval
- 1941 – Major Barbara (kostymer)
- 1942 – Moln över England (kostymer)
- 1944 – En man till påseende (kostymer)
- 1947 – En idealisk äkta man (kostymer)
- 1948 – Anna Karenina (kostymer)
- 1957 – Sanningen om kvinnor (kostymer)
- 1958 – Gigi, ett lättfärdigt stycke (kostymer)
- 1958 – Doktorns dilemma (kostymer)
- 1964 – My Fair Lady (kostymer)
- 1970 – En vacker dag kan man se hur långt som helst (kostymer)